# Sielsowiet kulbakiński
Sielsowiet kulbakiński (ros. Кульбакинский сельсовет) – jednostka administracyjna (osiedle wiejskie) wchodząca w skład rejonu głuszkowskiego w оbwodzie kurskim w Rosji.
Centrum administracyjnym sielsowietu jest wieś (ros. село, trb. sieło) Kulbaki.

## Geografia
Powierzchnia sielsowietu wynosi 122,86 km².

## Historia
Status i granice sielsowietu zostały określone ustawami z 2004 i z 2010 roku.

## Demografia
W 2017 roku sielsowiet zamieszkiwało 1861 mieszkańców.

## Miejscowości
W skład sielsowietu wchodzą miejscowości: Kulbaki, Głuszkowo, Jelizawietowka, 1-ja Mużyca, 2-ja Mużyca, Nowoiwanowka, Politotdielskij, Siergiejewka, Siniak.